# Don Payne
Don Payne (5 de mayo de 1964 - 26 de marzo de 2013) fue un guionista de Los Simpson. Varios de sus episodios han sido coescritos por John Frink. Recientemente ha trabajado como guionista de películas, siendo sus principales trabajos en el cine My Super Ex-Girlfriend, Los 4 Fantásticos y Silver Surfer, Thor (película) y Thor: The Dark World. El 26 de marzo de 2013 falleció a los 48 años de edad aparentemente de cáncer de huesos.
En una entrevista para Star-News reveló que sus episodios favoritos de Los Simpson son el último de la undécima temporada, "Behind the Laughter", los episodios de la segunda temporada "Lisa's Substitute" e "Itchy & Scratchy & Marge", el episodio de la tercera temporada "Like Father, Like Clown", el de la cuarta temporada "Marge vs. the Monorail", y el especial de la octava temporada "The Simpsons Spin-Off Showcase".

## Trabajos como guionista

### Episodios deLos Simpson
Episodios escritos por Don Payne con John Frink:
- "Treehouse of Horror XI" (Scary Tales Can Come True)
- "Insane Clown Poppy"
- "Bye Bye Nerdie"
- "Simpsons Tall Tales" (la historia de Paul Bunyan)
- "Treehouse of Horror XII" (House of Whacks)
- "The Bart Wants What it Wants"
- "The Great Louse Detective"
- "Old Yeller Belly"
- "The Wandering Juvie"

Episodios escritos por Don Payne sin John Frink
- "Fraudcast News"
- "Thank God It's Doomsday"
- "Simpsons Christmas Stories"
- "Little Big Girl"
- "Love, Springfieldian Style"

### Películas
- My Super Ex-Girlfriend (2006)
- Los 4 Fantásticos y Silver Surfer (2007)
- Thor: The Dark World (2013)